# Ак-Чишма (Новокашировское сельское поселение)
Ак-Чишма́ — деревня в Альметьевском районе  Республики Татарстан, в составе Новокашировского сельского поселения.

## География
Деревня расположена в верховье реки Лесной Зай, в 25 километрах к северо-востоку от города Альметьевск. 

## Население
| 1926 | 1938  | 1949  | 1958  | 1970  | 1979  | 1989 | 2000 | 2010  |
| ---- | ----- | ----- | ----- | ----- | ----- | ---- | ---- | ----- |
| 146  | 268 ↗ | 264 ↘ | 270 ↗ | 159 ↘ | 130 ↘ | 68 ↘ | 52 ↘ | 105 ↗ |

## Экономика
Полеводство.

## Социальная инфраструктура
Начальная школа, фельдшерско-акушерский пункт.